# Вальтер Фішер
Вальтер Фішер (нім. Walter Fischer; 17 липня 1890, Мангайм — 4 квітня 1961, Ульм) — німецький суддя, доктор права (1930), старший радник військового суду і генерал-суддя люфтваффе (1942).

## Біографія
Вивчав право в Боннському і Фрайбурзькому університетах. Після початку Першої світової війни вступив добровольцем в гусарський полк «Король Вільгельм I» (1-й рейнський) №7 і був призначений мотоциклістом 2-го дивізіону. Пізніше став унтерофіцером 34-го польового авіаційного дивізіону, був поранений. В 1915 році переведений у військовий трибунал в Берліні. Після війни працював юристом, з 1923 року — у Вісбадені, з 1925 року — в Берліні. З 1926 року — некваліфікований робітник в Прусському державному банку. З серпня 1926 року — окружний суддя в Золінгені. В 1933 році за власним проханням був переведений у Франкфурті-на-Майні. В 1937 році перейшов в судову службу вермахту, служив в Мюнхені і Берліні. Під час Другої світової війни служив в Імперському військовому суді. Після війни був недовго інтернований в Бад-Каннштатті. В 1946 році вступив на судову службу у Вюртемберзі-Гогенцоллерні. З 1951 року — окружний суддя в Гайслінгені-ан-дер-Штайге. З початку 1953 року — суддя земельного суду в Штутгарті. В кінці 1953 року вийшов на пенсію. Помер в клініці після двох операцій.

## Нагороди
- Залізний хрест 2-го класу
- Почесний хрест ветерана війни з мечами
- Медаль «За вислугу років у Вермахті» 4-го класу (4 роки)
- Хрест Воєнних заслуг 2-го і 1-го класу з мечами